# Wiadomości Historyczne
Wiadomości Historyczne z Wiedzą o Społeczeństwie – dwumiesięcznik ukazujący się w Warszawie, przeznaczony dla nauczycieli historii i wiedzy o społeczeństwie. Początkowo wychodził jako organ Ministerstwa Oświaty poświęcony nauczaniu historii. W obecnej formie ukazuje się od 1958 roku. Obecnie prezentuje najnowsze badania historyków, aktualne problemy edukacji historycznej, jak również scenariusze lekcji historii i WOS. Pismo wydawane pod patronatem Polskiego Towarzystwa Historycznego.

## Historia pisma
- styczeń 1948 – ukazał się pierwszy numer dwumiesięcznika „Wiadomości Historyczne”, skierowanego do nauczycieli historii. Redaktorem naczelnym została Gryzelda Missalowa. Wydawcą były Państwowe Zakłady Wydawnictw Szkolnych
- maj 1953 – „Wiadomości Historyczne” połączyły się z „Polską i Światem Współczesnym” (czasopismem dla nauczycieli wychowania obywatelskiego) w „Historię i Naukę o Konstytucji”, skierowaną do nauczycieli historii i wychowania obywatelskiego
- styczeń 1958 – dwumiesięcznik „Historia i Nauka o Konstytucji” zmienił nazwę na „Wiadomości Historyczne”
- styczeń 1974 – wydawcą zostały Wydawnictwa Szkolne i Pedagogiczne
- styczeń 2001 – od tej pory „Wiadomości Historyczne” ukazywały się jako kwartalnik
- styczeń 2005 – od tej pory „Wiadomości Historyczne” znów ukazują się jako dwumiesięcznik
- styczeń 2006 – wydawcą został Dr Josef Raabe Spółka Wydawnicza
- styczeń 2008 – odtąd tytuł na okładce brzmi „Wiadomości Historyczne z Wiedzą o Społeczeństwie”
- wrzesień 2014 – wydawcą została Agencja AS Józef Szewczyk